# William Dennison jr.
William Dennison jr. (Cincinnati (Ohio), 23 november 1815 - Columbus (Ohio), 15 juni 1882) was een Amerikaanse politicus afkomstig uit de staat Ohio.
Denisson studeerde rechten en begon een advocatenpraktijk in zijn geboortestad. Hij was een felle tegenstander van de verdere uitbreiding van de slavernij en trad daarom in 1855 toe tot de pas opgerichte Republikeinse Partij. In 1859 werd hij verkozen tot gouverneur van Ohio. Tijdens de Amerikaanse Burgeroorlog steunde Dennison volop de Unie, maar einde 1861 werd hij niet herkozen.
In 1864 was hij voorzitter van de Republikeinse nationale conventie. Na de verkiezingen in november benoemde president Abraham Lincoln hem tot minister van Posterijen in opvolging van Montgomery Blair. Hij bleef aan tot in 1866, dus ook tijdens het presidentschap van Andrew Johnson. Daarna keerde Dennison terug naar Ohio, waar hij actief bleef in de plaatselijke politiek en als succesrijk zakenman. Hij overleed in 1882.
- Gemeinsame Normdatei: 1177926113
- International Standard Name Identifier: 0000 0000 5140 5447
- Library of Congress Control Number: nr92028306
- SNAC: w6ww7z6s
- Virtual International Authority File: 39241608
- WorldCat: E39PBJqKbhmJXXtPDHfbCVD6rq